# Druk sitowy

A – farba, B – rakiel, C – odkryta część siatki przepuszczająca farbę, D – część siatki zakryta szablonem, E – rama siatki, F – odbitka graficzna

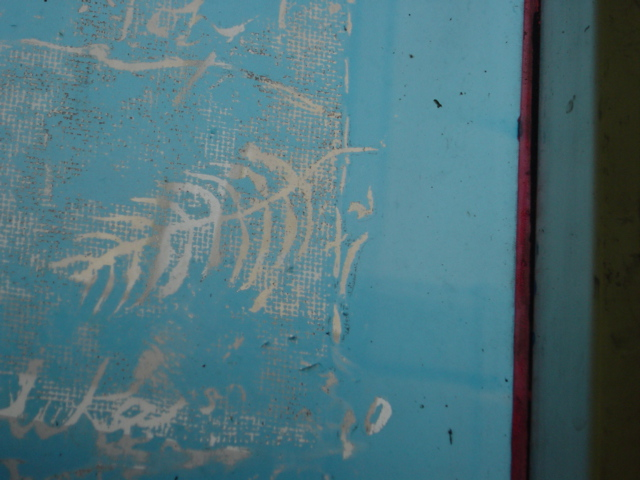
Siatka sitodrukowa. Część oczek zakryta jest przez utwardzoną światłem emulsję.

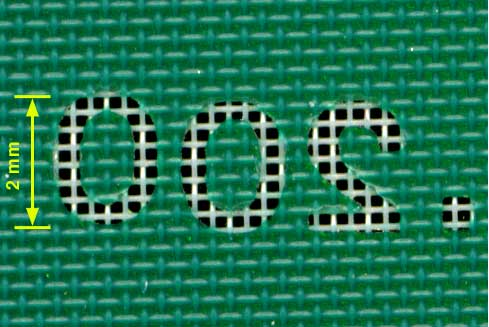
Siatka sitodrukowa z emulsją w powiększeniu.

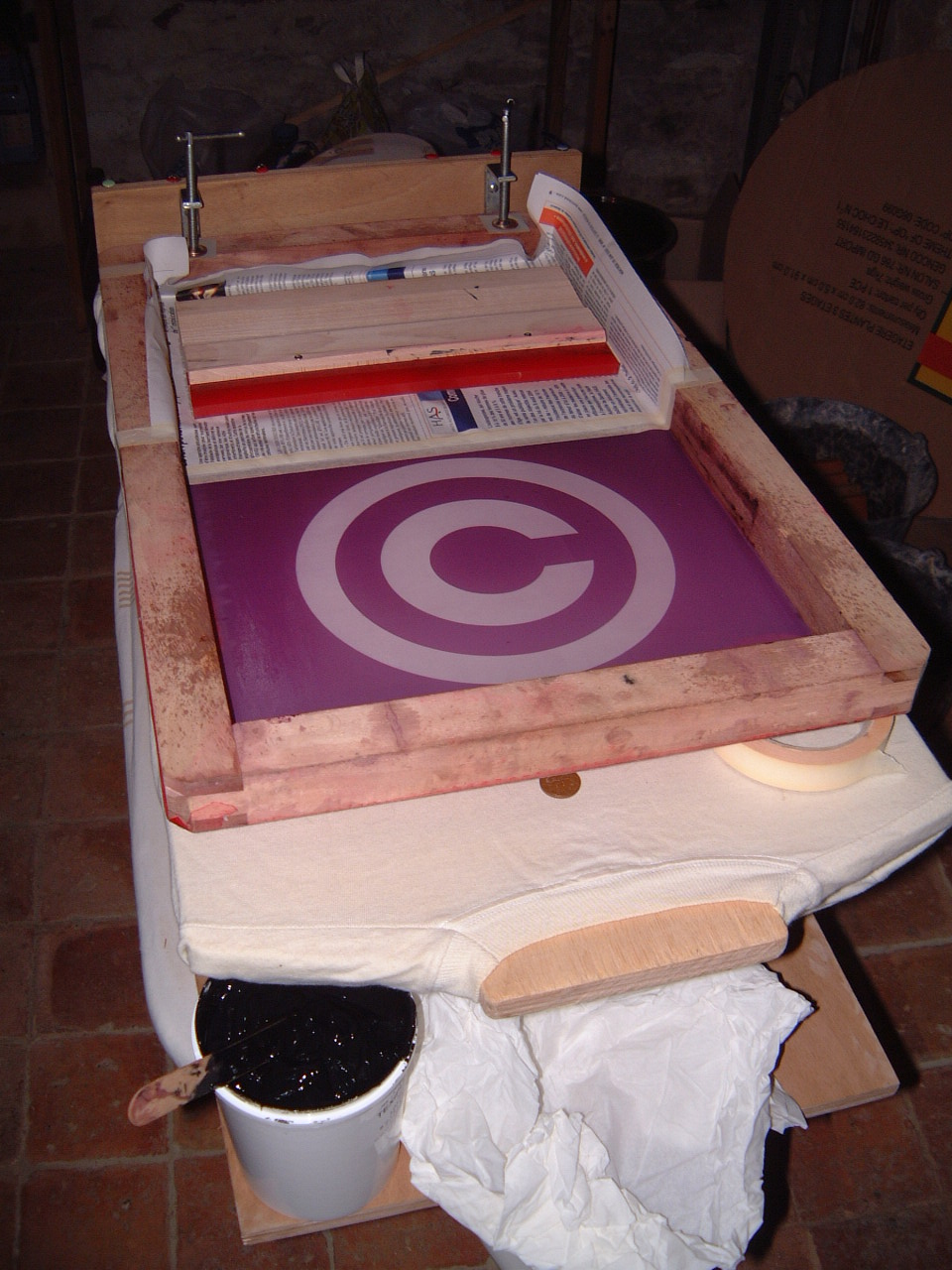
Stanowisko przygotowane do druku na koszulce.

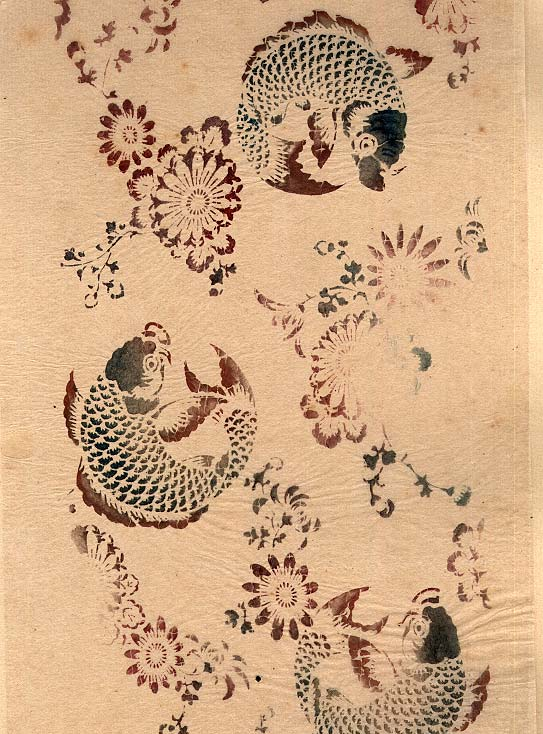
Druk szablonowy na tkaninie, Japonia, 1890.

Druk sitowy, sitodruk, serigrafia – technika druku, w której formą drukową jest szablon nałożony na drobną siatkę tkaną, metalową lub wykonaną z włókien syntetycznych. Wykonanie odbitki polega na przetłaczaniu farby przez matrycę.

## Technika druku sitowego

### Siatka sitodrukowa
Siatka sitodrukowa to prostokątna rama, zwykle aluminiowa, z napiętą na niej siatką (tradycyjnie z nici jedwabnych lub bawełnianych, współcześnie z nylonu, poliestru lub metalu) z szablonem. W druku grafik najczęściej stosowane siatki zawierają od 100 do 150 włókien na centymetr (oczko siatki ma wtedy średnicę od 40 do 34 mikrometrów).

### Wykonanie formy drukowej
Przygotowanie formy drukowej polega na wykonaniu szablonu, czyli zakryciu miejsc nie drukujących – zablokowaniu otworków siatki sitodrukowej. Istnieje na to wiele sposobów, a wybór jednego z nich zależy od rodzaju farby, sita, wysokości nakładu i oczekiwanych efektów na odbitce. Stosuje się np.
- ręczne nanoszenie właściwego roztworu, który po zaschnięciu tworzy nieprzepuszczalną warstwę na siatce,
- rysunek tuszem lub kredką litograficzną na powierzchni siatki,
- szablony wycinane z papieru lub folii,
- emulsje światłoczułe – siatka powlekana jest emulsją, która po wyschnięciu naświetlana jest stykowo w kopioramie; po wywołaniu (wypłukaniu nienaświetlonej emulsji) i wysuszeniu siatka z szablonem jest gotowa do druku.

### Farby sitodrukowe
Wyróżniamy dwa główne typy farb sitodrukowych stosowane do druku na tekstyliach: farby wodne i farby plastizolowe. Te pierwsze charakteryzują się bezwonnością, nie zawierają PVC i formaldehydu, można nimi drukować na bardzo gęstych siatkach, a także dają żywe i wysoko nasycone kolory. W przypadku farb plastizolowych główną zaletą jest ich większy współczynnik krycia, ze względu na podwyższoną gęstość, natomiast minusem jest silny zapach. Drukarnie sitodrukowe stosują te dwa rodzaje farb naprzemiennie. Główną zaletą farb plastizolowych jest to, że nie zasychają na sicie podczas procesu druku. Pełną odporność na pranie uzyskuje się po utrwaleniu ich w temperaturze 160 °C.
Do druku na pozostałych materiałach stosuje się głównie farby rozpuszczalnikowe. Istnieje też szereg farb specjalnych jak lakiery UV, farby metaliczne czy farby wywabowe do tkanin, które tworzą wzór przez usunięcie pigmentu.

### Proces druku
Wydruk jest tworzony przez przetłaczanie farby na podłoże (ręcznie lub z użyciem pras sitodrukowych). Odpowiednio skonstruowane maszyny sitodrukowe umożliwiają druk także na zakrzywionych (np. cylindrycznych) podłożach. Precyzja i rozdzielczość druku sitowego jest bezpośrednio zależna od gęstości użytej siatki i na ogół wielokrotnie niższa od standardowej osiągalnej np. w druku offsetowym.
Podczas drukowania w maszynie płaskiej farba drukowa jest rozprowadzana na całej powierzchni siatki i przesuwającym się po niej raklą jest przeciskana przez wolne oczka siatki bezpośrednio na podłoże drukowe. W przypadku nadruku na przedmiocie okrągłym, podczas procesu druku rakla stoi w miejscu natomiast przesuwa się sito oraz obraca przedmiot drukowany. Aby uzyskać dokładne przeniesienie obrazu z sita na przedmiot, prędkość przesuwu sita oraz prędkość liniowa obracanego przedmiotu muszą być identyczne. W urządzeniach starszej generacji oraz tańszych rozwiązaniach realizowane jest to za pomocą zębatki i koła zębatego natomiast nowocześniejsze urządzenia buduje się z wykorzystaniem serwonapędów, które umożliwiają bardzo dokładną synchronizację prędkości sita i przedmiotu, a do tego zmiana średnicy drukowanego przedmiotu nie pociąga za sobą żadnych zmian mechanicznych.

### Usuwanie szablonu
Szablon usuwa się za pomocą odwarstwiacza. Wspomnianą cieczą zrasza się siatkę, na której jest wyświetlony szablon z obydwu stron. Od razu po spryskaniu siatki odwarstwiaczem należy np. szorstką gąbkę nasączyć opóźniaczem (np. detergent w żelu do czyszczenia WC, który opóźnia parowanie odwarstwiacza) po czym wyszorować siatkę z obydwu stron. Po tych czynnościach należy sito postawić licem do siebie (przeciwną stroną do klejenia siatki z ramą, w przeciwnym wypadku grozi to odwarstwieniem/odklejeniem sita od ramy) i pod ciśnieniem wypłukać naświetloną emulsje światłoczułą wodą. Jeśli emulsja nie zejdzie we wszystkich miejscach, czynność należy powtórzyć.

## Historia druku sitowego
Technika sitodruku wywodzi się od metod druku szablonowego, stosowanego na Dalekim Wschodzie od tysięcy lat, zwłaszcza w Japonii. Za twórców sitodruku uznaje się Japończyków – Yuzensai Miyasaki, który w XVII w. wykorzystał tę metodę do ozdabiania kimon i Zisukeo Hirose, który w XIX w. wynalazł szablon zwany „katagami”. Wycięty z papieru motyw wzoru nanoszony był na napiętą na drewnianej ramie siatkę z włosów ludzkich lub zwierzęcych. Na wyspach Fidżi szablony do drukowania tkanin wykonywano z dziurkowanych liści bananów. W XVIII wieku szablony używano do wykonywania imitacji tkanin dekoracyjnych, później także tapet. Pod koniec tego samego wieku szablon znalazł szerokie zastosowanie w dekoracji ścian, mebli i innych sprzętów. Użycie sita – naciągniętego na ramę, zakrytego częściowo lakierem, jedwabiu – było dokonaniem Samuela Simona, który opatentował tę metodę, nazwaną silk-screen, w 1907 roku w Manchesterze (Wielka Brytania).
Technika ta rozwijała się i rozpowszechniała w czasach I wojny światowej głównie w Stanach Zjednoczonych. John Pilsworth z San Francisco zapoczątkował druk wielokolorowy z jednej formy drukarskiej. Dużym krokiem naprzód było wynalezienie przez Louisa F. D’Autremont filmu szelakowego, nazwanego Profilm, który umożliwił szybsze i bardziej dokładne przygotowywanie szablonów. Został on wkrótce zastąpiony przez odkrycie Josepha Ulano – film celulozowy, będącego w użytku do dziś.
Początkowo technika sitodruku wykorzystywana była tylko w poligrafii. Powodzenie zapewniała jej swoboda w dobieraniu podłoży drukarskich – co dotyczy w równej mierze materiału, faktury jak i kształtu – stosowania różnych rodzajów farb i możliwość druku na tkaninie – tzw. filmdruk. Lata 30. XX wieku przyniosły rozpowszechnienie druku sitowego wśród artystów plastyków. Eksperymentowała z nią grupa artystów amerykańskich pod kierunkiem Anthony Velonisa, autora pierwszego podręcznika opisującego tę technikę. Słowo serigrafia (łac. sericum – jedwab) wprowadził Carl Zigrosser, ówczesny kurator Muzeum Sztuki w Filadelfii. Pierwsza wystawa grafik w technice serigrafii odbyła się w 1938 roku w Contemporary Arts Gallery w Nowym Jorku. Dwa lata później powstało w Stanach Zjednoczonych Narodowe Stowarzyszenie Serigrafów (ang. The National Serigraph Society).
W połowie XX wieku sitodruk, najpierw jako technika poligraficzna, rozpowszechnił się w Europie. Serigrafia, jako technika artystyczna i poligraficzna, weszła także do programu nauczania w szkołach. Lata 50. i 60. były czasem rozwoju w Europie i Ameryce prądów artystycznych, op-artu i pop-artu, które wykorzystywały i rozwijały technikę serigrafii. Przykładem mogą być prace Andy Warhola i Richarda Anuszkiewicza.
Interesującym przyczynkiem do historii sitodruku jest wykorzystanie go (ze względu na prostotę przygotowania form drukarskich i procesu druku w bardzo prymitywnych warunkach) w podziemnych drukarniach w Polsce w latach 70. i 80. XX w., zwłaszcza w technologii opracowanej przez Witolda Łuczywo do druku niezależnego pisma „Robotnik”. Na początku lat 80. (tzn. w czasie stanu wojennego), w związku z konfiskatą dotychczas funkcjonujących drukarni „powielaczowych”, technologia ta była naśladowana przez liczne podziemne oficyny wydawnicze, np. „Głos”, jednak bez zadowalających rezultatów.
W celu popularyzacji wiedzy o sitodruku i przekazywania nowości w tej dziedzinie w Polsce powstało Stowarzyszenie Sitodrukarzy Polskich, obecnie Polskie Stowarzyszenie Sitodruku i Druku Cyfrowego z siedzibą w Krakowie, będące członkiem międzynarodowej organizacji FESPA.

## Zastosowanie sitodruku
Sitodruk jest wykorzystywany do drukowania jedno- i wielobarwnego, również wielkoformatowego, na papierze, tekturze, foliach i płytach z tworzyw sztucznych, metalach (np. plakatów, etykiet, opakowań, kalkomanii, reklam) oraz na przedmiotach uformowanych, tzw. kształtkach z różnych materiałów, m.in. na butelkach szklanych i z tworzyw sztucznych, pojemnikach na butelki, płytach kompaktowych, płytach czołowych urządzeń i przyrządów kontrolnych, itp. Bywa też używany do wyrobu obwodów drukowanych i klawiatur membranowych, wykonywania nadruków na koszulkach. Sitodruk stosowany do druku na wyrobach włókienniczych jest zwany filmodrukiem, zaś stosowany w grafice artystycznej i użytkowej – serigrafią.
Sitodruk wykorzystuje się również w mikroelektronice do wytwarzania układów scalonych. Jest to jedyna metoda umożliwiająca zadruk wielu rodzajów podłoży, o różnej fakturze i kształcie. W Polsce sitodruk, zwłaszcza przemysłowy, zaczął się szybko rozwijać na początku lat 90. XX wieku. Powstało wiele zakładów i pracowni sitodrukowych, które w odpowiedzi na wymogi wolnego rynku zaczęły drukować materiały opakowaniowe, reklamy, plakaty, materiały biurowe i upominki. Także rozwój niektórych gałęzi przemysłu, np. samochodowego czy płyt kompaktowych otworzył nowe możliwości wykorzystania techniki sitodruku. To pociągnęło za sobą zapotrzebowanie na maszyny drukarskie i materiały. Na rynku polskim, oprócz dealerów używanych maszyn z zagranicy, pojawili się producenci krajowi. Powstały również przedstawicielstwa wielu producentów farb, chemikaliów, folii i papierów oraz innych materiałów.

## Zalety sitodruku
Szerokie zastosowanie
Sitodruk jest niezwykle uniwersalną techniką znakowania. Można stosować ją na wielu rodzajach materiałów, takich jak: tkaniny, bawełna, dzianiny, a także drewno czy tworzywa sztuczne. Dlatego też może być wykorzystywany do znakowania zarówno toreb, odzieży, parasoli, czapek, jak i gadżetów plastikowych, drewnianych oraz skórzanych. 
Trwałość
Zastosowanie bardzo wytrzymałych farb drukarskich gwarantuje, że nadruki są odporne między innymi na promieniowanie UV, wilgoć, uszkodzenia mechaniczne czy pranie.
Nasycenie barw
Dzięki dużej ilości farb możliwe jest uzyskanie niezwykle wyrazistych i w pełni nasyconych barw.
Uniwersalność
Wykonanie nadruku za pomocą sita możliwe jest zarówno na powierzchniach płaskich jak i cylindrycznych.
Niska cena
Jest to jedna z najtańszych technik znakowania na rynku. Jest atrakcyjna cenowo przy druku serii powtarzalnych wzorów.